# Andowiec rdzawobrzuchy

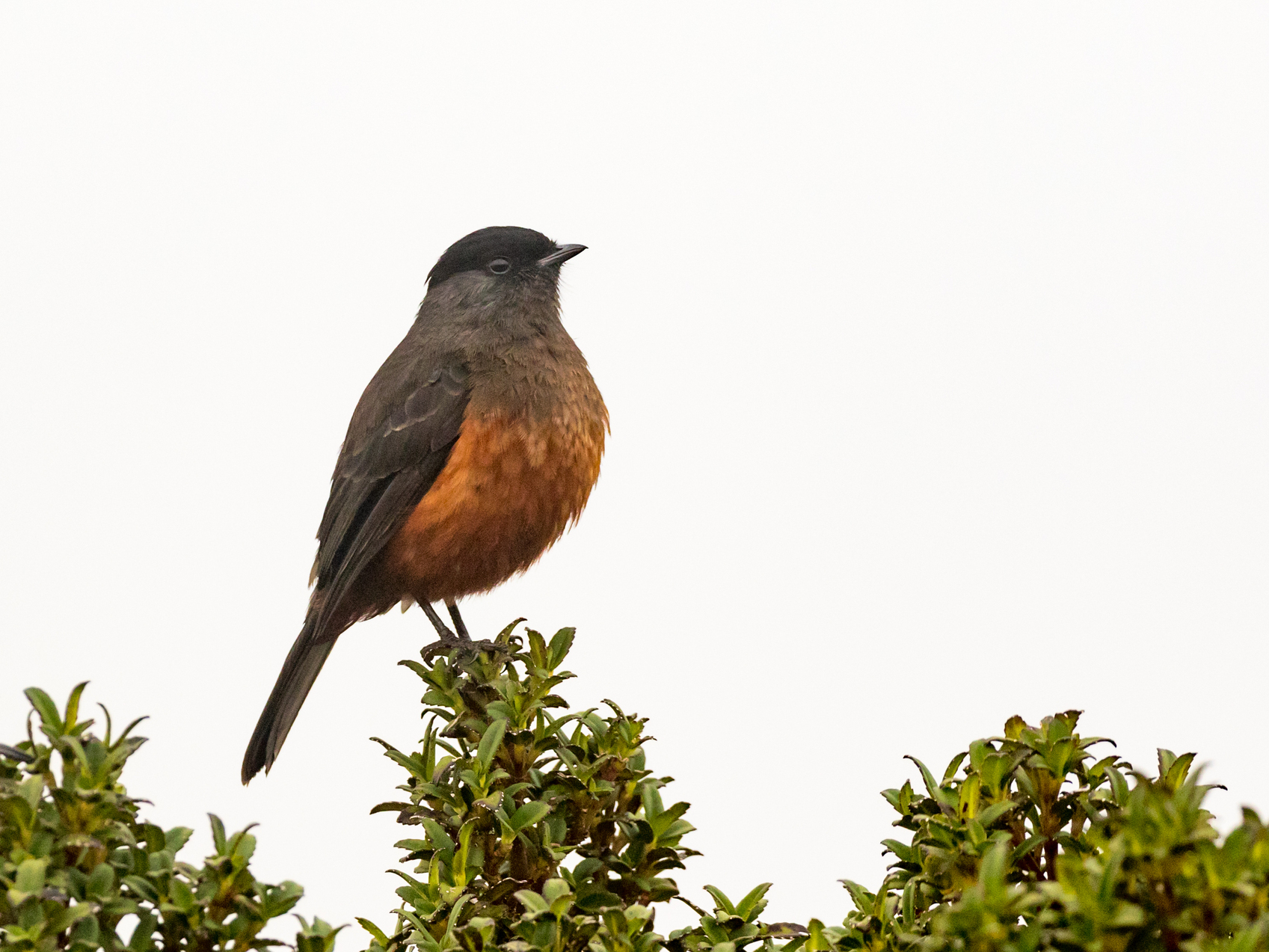

Andowiec rdzawobrzuchy (Doliornis remseni) – gatunek średniej wielkości ptaka z rodziny bławatnikowatych (Cotingidae). Występuje na wschodnich stokach Andów, w Ekwadorze i w Kolumbii. Odkryty w 1989, opisany w 1994. Bliski zagrożenia wyginięciem.

## Taksonomia
Po raz pierwszy gatunek opisali Robbins, Rosenberg i Molina w 1994. Opis ukazał się na łamach „The Auk”. Holotyp, młodociany samiec, został odłowiony 20 marca 1992 ok. 3 km na południowy wschód od Impueran, leżącego na zachodnim stoku Cerro Mongus w prowincji Carchi w Ekwadorze (0°27′N 77°52′W/0,450000 -77,866667). Andowca rdzawobrzuchego odkryto 7 marca 1989, kiedy to H. Bloch i M. Poulsen obserwowali dwóch przedstawicieli gatunku w Parku Narodowym Podocarpus. Co ciekawe, w sierpniu 1989 te same ptaki nieznanego dotąd gatunku obserwowano na zachodnim stoku centralnej części Andów w Kolumbii.
Oba andowce z rodzaju Doliornis, rdzawobrzuchy i peruwiański (D. sclateri), są prawdopodobnie taksonami siostrzanymi i allopatrycznymi, których zasięgi występowania rozdziela dolina rzeki Rio Marañón; jest to pospolite zjawisko wśród ptaków krainy neotropikalnej.
Monotypowy.

## Morfologia
Długość ciała wynosi w przybliżeniu 20–21,5 cm. Wymiary szczegółowe (w mm, jeśli nie podano inaczej):
|         | Długość skrzydła | Długość ogona | Długość skoku | Długość dzioba (od nasady) | Masa ciała (g) |
| ------- | ---------------- | ------------- | ------------- | -------------------------- | -------------- |
| ♂ (n=6) | 105 ± 7          | 93,4 ± 3,5    | 27,3 ± 0,7    | 18,8 ± 0,9                 | 63 ± 4,8       |
| ♀ (n=1) | 101,1            | 90,4          | 27,4          | 20,7                       | 64             |

Andowca rdzawobrzuchego odróżnia od peruwiańskiego zasięg barwnej plamy na spodzie ciała. U andowca rdzawobrzuchego sięga ona od środka piersi po okolice kloaki, za to u andowca peruwiańskiego obejmuje jedynie okolice kloaki i ma bardziej pomarańczowy odcień. Ponadto D. remseni, w odróżnieniu od drugiego gatunku z rodzaju Doliornis, ma ciemniejsze gardło, przód głowy i pierś. Andowiec rdzawobrzuchy ma dość przysadzistą sylwetkę ze stosunkowo krótkim ogonem i skrzydłami (choć są dłuższe niż u D. sclateri).
Występuje dymorfizm płciowy. U samca wierzch głowy (w tym kantarek) porastają pióra czarne; ciemny obszar sięga w dół do oka. Grzbiet, barkówki, pokrywy skrzydłowe, kuper i pokrywy nadogonowe są ciemnoszare, podobnie jak lotki i sterówki. Broda, gardło, pokrywy uszne oraz górna część piersi przybierają kolor ciemnoszary, znacznie odmienny od rdzawokasztanowego spodu ciała oraz boków. Samicę odróżnia wierzch głowy (czarne pióra przemieszane są z szarymi). Do tego jasnoszary obszar wokół oka wyraźnie odcina się kolorystycznie od reszty i nadaje samicy charakterystyczny, „okularowy” wygląd. U obu płci na głowie występuje częściowo ukryty pomarańczowoczerwony czub, który ptaki mogą stroszyć.

## Zasięg występowania
Andowiec rdzawobrzuchy zamieszkuje wschodnie stoki Andów w Kolumbii i Ekwadorze. Nie był obserwowany po peruwiańskiej stronie Andów, jednak całkiem możliwe, że tam występuje. W Kolumbii gęstość występowania D. remseni oszacowano na 0,3 osobnika na transekt, jednak prawdopodobnie jest to wartość niedoszacowana ze względu na miękkie głosy tego gatunku i trudno dostępne miejsca występowania.

## Ekologia
Andowiec rdzawobrzuchy zdaje się występować jedynie w gęstych zaroślach w środowisku typu paramo na wysokości 2875–3650 m n.p.m. Dwa samce i dwie samice, obserwowane na roślinie z rodzaju twardziczka (Escallonia), według autorów przez większość czasu siedziały nieruchomo, a jeden z samców siadł w koronie drzewa i przez 8 minut w ogóle się nie poruszał. Inna samica siedziała 6 m nad ziemią i zdawała się być luźno związana z żerującym wielogatunkowym stadem, zdominowanym przed tanagry (Anisognathus, Iridosornis i Buthraupis). W żołądkach ptaków autorzy oryginalnego opisu znaleźli wyłącznie materię roślinną – prócz nasion twardziczki był to także niezidentyfikowany fioletowy owoc. Wiadomo, że zjada również nasiona i owoce Miconia chlorocarpa i prawdopodobnie Tournefortia.
Brak informacji o rozrodzie. Osobniki młodociane widziane były w marcu i czerwcu, a samca z powiększonymi jądrami (wskazującymi na aktywność rozrodczą) odłowiono późnym październikiem.

## Status i zagrożenia
Międzynarodowa Unia Ochrony Przyrody (IUCN) od 2022 uznaje andowca rdzawobrzuchego za gatunek bliski zagrożenia (NT, Near Threatened); wcześniej, od 1994 klasyfikowała go jako gatunek narażony na wyginięcie (VU, Vulnerable). Liczebność populacji szacowana jest na 2500–9999 dorosłych osobników, a jej trend oceniany jest jako spadkowy ze względu na utratę i degradację siedlisk. Duże obszary paramo zostały wypalone, aby od nowa mogła wzrosnąć trawa dla bydła. Wypas bydła i wypalanie łąk mają miejsce nawet na obszarach chronionych, w których występuje D. remseni. Ponadto zagraża mu niszczenie środowiska celem uzyskania drewna na rozpałkę lub miejsca pod uprawy ziemniaków. Andowiec rdzwobrzuchy występuje w 10 ostojach ptaków IBA (m.in. w Parku Narodowym Sangay).